# Kenosha County
Kenosha County är ett administrativt område i delstaten Wisconsin, USA. År 2010 hade county 166 426 invånare. Den administrativa huvudorten (county seat) är Kenosha. 

## Geografi
Enligt United States Census Bureau så har countyt en total area på 1 954 km². 707 km² av den arean är land och 1 247 km² är vatten. 

### Angränsande countyn
- Racine County - norr
- Lake Michigan - öst
- Lake County, Illinois - sydost
- McHenry County, Illinois - sydväst
- Walworth County - väst